# Schockindex
Der Schockindex ist der Quotient aus Herzfrequenz (Schläge pro Minute) und systolischem Blutdruck (gemessen im mmHg; dargestellt als RR). Er soll bei einem Schockpatienten als orientierender Parameter zur Beurteilung der Kreislaufsituation dienen. Eine zuverlässige Beurteilung eines Patienten erlaubt der Schockindex indes nicht, er wird als obsolet angesehen. Er ist in der Praxis jedoch immer noch verbreitet und als Begriff geläufig.

## Berechnung
Schockindex = {\displaystyle \mathrm {\frac {Herzfrequenz}{RR_{syst}}} }.
Die Dimensionseinheit des Schockindex ist gemäß seiner Berechnungsart {\displaystyle \mathrm {\frac {1}{(mmHg*min)}} }, in der Praxis ist er jedoch meistens dimensionslos angegeben.
Der Schockindex beim Gesunden liegt üblicherweise zwischen 0,4 und 0,7. Bei einem Puls von 70/min und einem Blutdruck von 140/80 mmHg beträgt der berechnete Quotient 70/140 = 0,5. Ein Schock soll durch einen Quotienten größer als 1 diagnostiziert werden, etwa bei einem Puls von 140/min (Tachykardie) und einem Blutdruck von 80/50 mmHg (Hypotension): Schockindex = 140/80 = 1,75.

## Bewertung
Ein Blutverlust kann nur unzureichend durch die genutzten Parameter beurteilt werden, da in der Regel ein Volumenverlust bis etwa 30 % durch die Aktivierung des sympathischen Nervensystems kompensiert und der Blutverlust unterschätzt wird. Auch kann initial ein verlangsamter Herzschlag (Bradykardie) auftreten, der den Schockindex normal erscheinen lässt. Der Schockindex ist daher seit einigen Jahren zur Abschätzung des Blutverlustes obsolet.